# Valid Express
Valid Express is een Nederlands koeriersbedrijf dat spoedzendingen vanuit de regio's Amsterdam, Den Haag en Utrecht bezorgt bij bestemmingen in heel Nederland. Alle autokoeriers van Valid Express zijn fysiek gehandicapt of chronisch ziek. Bij Valid Express wordt dit kortweg aangeduid als mensen met een 'lastig lichaam'. Het bedrijf beschikt over auto's die zo nodig zijn aangepast aan de beperking van de chauffeur.

## Doel
Valid Express heeft een drieledige doelstelling:
- het leveren van koeriersdiensten met een hoog service niveau;
- een volwaardige arbeidsplaats bieden aan mensen met een 'lastig lichaam';
- een bijdrage te leveren aan goede doelen door afdracht van een deel van de vervoersprijs.

## Geschiedenis
Valid Express is een initiatief van Nicolette Mak, een medewerkster van een koeriersbedrijf, die bedacht dat dat werk bijzonder geschikt zou zijn voor haar broer, die vanwege een erfelijke spierziekte arbeidsongeschikt was. 
In 1999 werd in Amsterdam de eerste vestiging geopend. Later kreeg het bedrijf ook vestigingen in Den Haag en Utrecht. Medio 2006 had het bedrijf 34 medewerkers in vaste dienst. 
PvdA-kamerlid Jet Bussemaker fungeert als 'ambassadeur' voor Valid Express.

## Goede doelen
In Amsterdam wordt € 0,45 per rit gedoneerd aan de Stichting ALS. In de regio Den Haag wordt gedoneerd aan de Stichting tot steun Emma Kinderziekenhuis en aan de Nina Hbot Stichting te Waddinxveen. 